# 马洛乌特
马洛乌特（Malout），是印度旁遮普邦Muktsar县的一个城镇。总人口70958（2001年）。

## 人口
该地2001年总人口70958人，其中男性37980人，女性32978人；0—6岁人口9316人，其中男5196人，女4120人；识字率62.89%，其中男性为67.83%，女性为57.21%。